# Багажная бирка

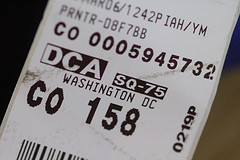
Пример кода аэропорта по IATA, напечатанного на багажной бирке, соответствующего DCA (Национальный аэропорт им. Рональда Рейгана, Вашингтон).

Багажная бирка или багажная квитанция — традиционно использовались автобусными, железнодорожными и авиакомпаниями для того, чтобы отследить зарегистрированный багаж пассажиров от момента сдачи багажа до конечного пункта. Купон пассажира обычно выдается непосредственно в руки, либо наклеивается на конверт с билетом или иными документами для того, чтобы:
- помочь пассажиру опознать его сумку среди других похожих при выдаче багажа в пункте прибытия;
- в качестве доказательства (используется некоторыми аэропортами до сих пор) для того, чтобы пассажир по ошибке не унёс чужой багаж;
- помочь пассажиру и перевозчику отследить и обнаружить багаж, который потерялся и не был доставлен к пункту назначения вовремя;

Ответственность перевозчика ограничена публикуемыми тарифами и международными соглашениями.

## История

### Изобретение
Первый «отдельный билетный купон» был запатентован Джоном Майклом Лайонсом из города Монктон, Нью-Брансуик 5 июня 1882 года. Билет показывал место выдачи, пункт назначения и соответствующий номер для учётных записей. Нижняя половина билета отдавалась пассажиру, в то время как верхняя половина с отверстием сверху привязывалась веревкой к багажу.

### Варшавская конвенция
Варшавская конвенция 1929 года, а именно глава 4, устанавливает критерии выдачи т. н. baggage check (багажный чек) или luggage ticket (багажный билет). Это соглашение также определяет ограничение ответственности перевозчика за зарегистрированный багаж.

### Исторические багажные бирки
До 1990-х годов авиакомпании использовали бумажные бирки, которые крепились к сумкам резинками или веревками.
Бирка содержала общую информацию:
- Авиакомпания / название перевозчика
- Номер рейса
- «Record locator» (шестизначный код, иногда это был 5-значный, а затем 10-значный код)
- Наименование аэропорта назначения

Подобные бирки вышли из употребления, так как они не были прочны и их можно было легко подделать.

### Современные бирки
Современные багажные бирки имеют штрихкод. Такие бирки печатаются способами термической печати или на специальных принтерах штрихкодов, которые печатают их на клеящейся ленте. После печати такие бирки прикрепляются к багажу. Это позволяет автоматически сортировать сумки и избегать ошибок, а также задержек при сортировке. Автоматические системы сортировки багажа используют лазерные считывающие устройства (сканнеры), они также известны как «автоматические считыватели бирок». Сегодня подобными системами снабжены все крупные аэропорты.